# Чирактамга (Кургантепинский район)
Чирактамга (узб. Chiroqtamg`a) — село в Кургантепинском районе Андижанской области Узбекистана.
Название села связано с одним из родовых имён «Чирактамга» киргизского племени «Канлы», представители этого рода составляют значительную часть современного населения села.